# Homicído de Nagore Laffage

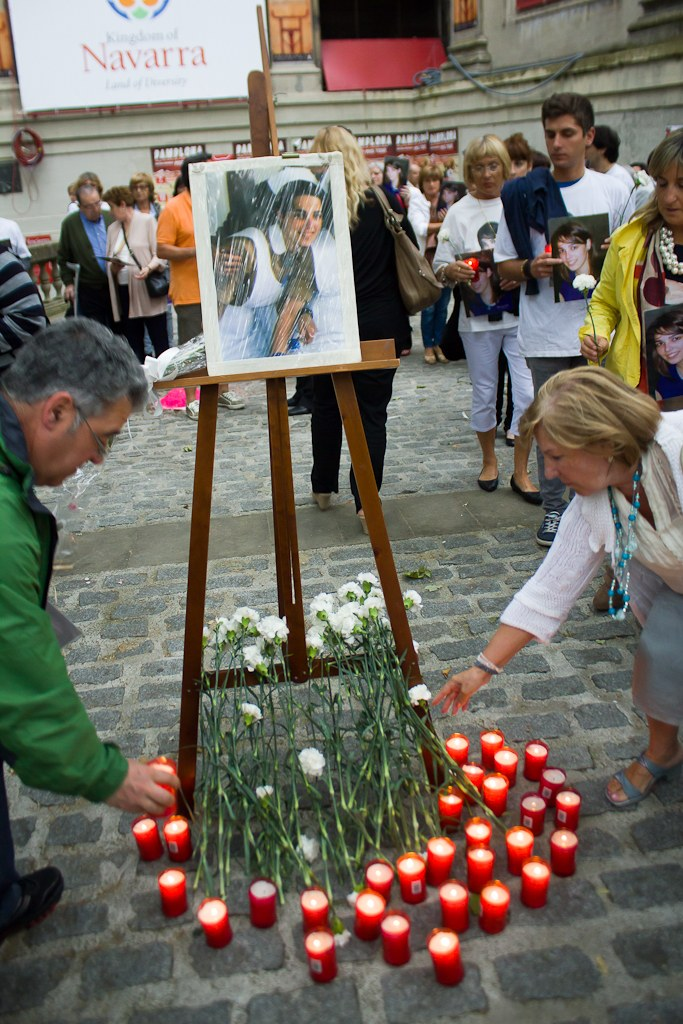
Lembrança de Nagore em Pamplona.

O homicídio de Nagore Laffage foi a morte violenta de uma jovem de Irún pelas mãos de Diego Yllanes durante os Sanfermines, que causou grande cobertura mediática e intensa reação social.

## Factos
Nagore Laffage nasceu em Irún em 1988. Estudou enfermagem em Pamplona, onde conheceu José Diego Yllanes Vizcay, um médico de 27 anos que fazia o MIR em psiquiatria na Clínica Universitária de Pamplona (Universidade de Navarra). Eles se viram na noite do 7 de julho de 2008, durante as festividades de São Firmino. Após conversarem, Nagore despediu-se dos amigos e acompanhou José Diego até sua casa. Lá tentou estuprá-la e quando ela resistiu, ele espancou-a brutalmente. A autópsia revelou que o corpo apresentava 36 golpes, mandíbula quebrada e crânio fraturado; Nagore acabou sendo estrangulada até a morte. O autor confesso do homicídio telefonou para um amigo no dia 8 de julho, pedindo ajuda para se livrar do cadáver, que tentou desmembrar. Foi essa mesma pessoa que levou os fatos ao conhecimento da Polícia. Yllanes recolheu seus pertences, limpou o apartamento e deixou o corpo em Orondritz, a 45 minutos do local do crime.

## Julgamento
O júri popular considerou provada a culpa mas não a categoria de homicídio (6 membros consideraram assassínio e 3 homicídio, mas eram necessários 7). Ele foi condenado a doze anos e meio de prisão. Em 3 de julho de 2017, pouco antes do nono aniversário da morte de Nagore, Yllanes conseguiu que lhe fosse concedido o terceiro grau de prisão, voltando apenas à prisão para dormir. Atua como psiquiatra em centro privado e a partir de 2020 pode atuar na saúde pública.
Em março de 2024, o Tribunal Nacional rejeitou o recurso apresentado por José Diego Yllanes Vizcay, no qual invocava o seu direito ao esquecimento e solicitava ao Google que retirasse as notícias relacionadas com os factos pelos quais foi condenado. A Câmara considera que a liberdade de expressão e de informação tem precedência sobre o direito ao esquecimento. 

## Impacto social

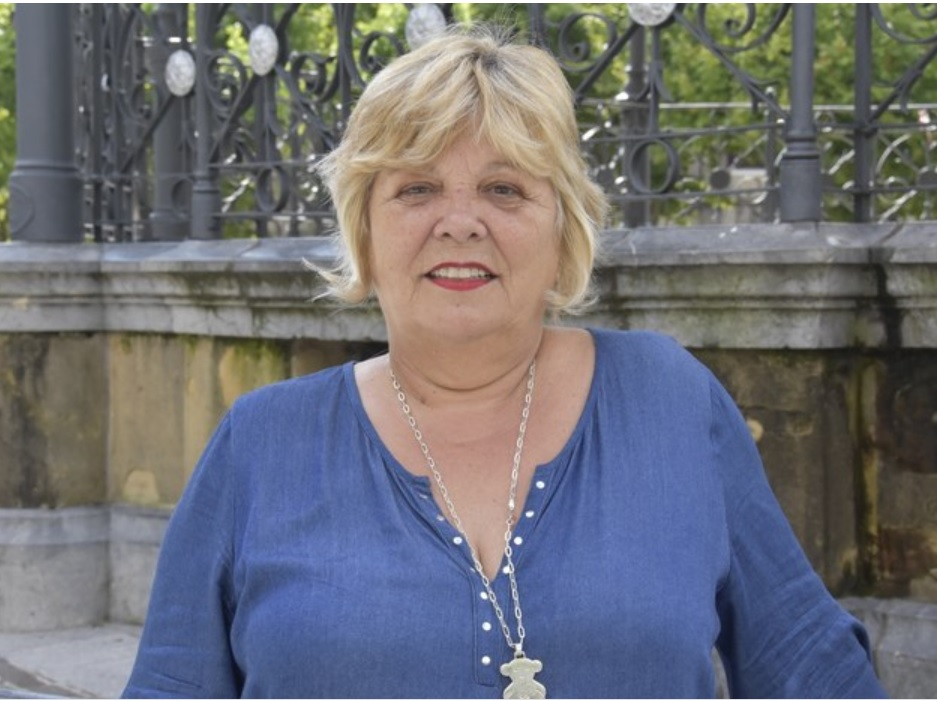
Asun Casasola, mãe de Nagore

O assassinato de Nagore e o papel público de sua mãe Asun Casasola fortaleceram a consciência social de tolerância zero, não só com crimes, mas também contra qualquer violência sexista. Nagore Laffage tornou-se um símbolo desta luta e denúncia social, também no que diz respeito à justiça espanhola. Em 2011, Helena Taberna dirigiu um documentário sobre o caso, intitulado Nagore, com a participação de Asun Casasola, que é o fio condutor da história. Esta produção foi indicada a 5 Prêmios Goya.